# Harlekin-Lippfisch
Der Harlekin-Lippfisch (Choerodon fasciatus) gehört zu den Barschverwandten
und lebt im tropischen westlichen Pazifik in zwei getrennten Populationen. Die nördliche kommt um die Ryūkyū-Inseln und Taiwan, die südliche vom Great Barrier Reef an der Küste von Queensland bis nach Neukaledonien und Vanuatu vor. Er bewohnt vor allem Außenriffe und hält sich in Tiefen von 5 bis 35 Metern auf.

## Merkmale
Der Harlekin-Lippfisch hat einen massigen, hoch gebauten Körper. Er kann 40 Zentimeter lang werden. Der Kopf ist bullig, das Maul hat ein Fanggebiss, mit vier großen, vorstehenden Zähnen im Unterkiefer und zwei im Oberkiefer, die in Lücken der Unterkieferzähne greifen. Der Körper wird alternierend von  sieben bis acht orangefarbenen und weißen, bläulichen oder schwärzlichen Querbändern gemustert.
Die lange Rückenflosse des Harlekin-Lippfischs wird von 12 Hartstrahlen und 8  Weichstrahlen gestützt, die Afterflosse hat 3 Hart- und 10 Weichstrahlen. Die Brustflossen haben zwei geteilte und 14 ungeteilte Flossenstrahlen. Jungfische haben am Vorder- und Hinterende der Rückenflosse und auf der Afterflosse je einen Augenfleck, der mit zunehmendem Alter verschwindet. Sonst ähneln sie schon den Erwachsenen. Auch ein Geschlechtsdimorphismus besteht im Unterschied zu den Bodianus-Arten nicht.

## Lebensweise
Der Harlekin-Lippfisch ist territorial und hat große Reviere. Er ist ein Einzelgänger und frisst vor allem hartschalige wirbellose Tiere, wie Weichtiere, Krebstiere und Stachelhäuter, aber auch Würmer. Bei der Nahrungssuche hebt er mit seinem kräftigen Gebiss oft Steine an, um darunter befindliche Beutetiere zu ergreifen. 